# Cavalier (tenk)
Cavalier (službeno eng. Cruiser Mark VII Cavalier) je bio britanski brzi tenk u Drugom svjetskom ratu. Projektiran je na temelju iskustva s prethodnikom Crusaderom i bio je prvi britanski tenk projektiran nakon početka rata. Podebljan mu je oklop, montiran top većeg kalibara i šire gusjenice od svog prethodnika. Zbog svega toga se ukupna masa povećala za 5 tona. Povećanje ukupne mase je unatoč preinakama na ovjesu djelovalo na pokretljivost tenka i njegovu maksimalnu brzinu jer je i dalje korišten motor iz Crusadera.
Prvi prototip je bio dovršen u siječnju 1942. godine. Prvotno je nazvan Cromwell I, ali je kasnije preimenovan u Cavalier. Proizveden je u malom broju primjeraka i nikada nije sudjelovao u borbi u ulozi tenka. Neki primjerci su preinačeni u oklopna vozila za potporu tako što im je skinuta kupola i ugrađeno vitlo.